# Cam Smith
Cam Smith ist ein britischer Comiczeichner, der sich überwiegend als Tuschezeichner betätigt, der die Bleistiftvorzeichnungen anderer Künstler überarbeitet.

## Leben und Arbeit
Cam Smith veröffentlichte seine ersten Arbeiten 1990 bei Marvel Comics-UK. Hier zeichnete er Motormouth und Bloodseed, und wenig später für den US-Markt Hulk und X-Men-Episoden. Ab 1997 kamen Supergirl und Superman-Episoden für DC Comics hinzu.
2001 kam er zum britischen Comicmagazin 2000AD. Hier folgten Features wie Anima Firm (2000 AD #1296-98), Big Game (2000AD #1343-1344), The Dark Judges: Judge Fear's Big Day Out (Judge Dredd Megazine #224) und Scare Tactics (#1397-1399). Sein häufigster Partner war dabei Bleistiftzeichner Gary Frank.
Ab 2006 folgten wieder Arbeiten für Marvel, darunter Die Fantastischen Vier und New Mutants.